# ESRS (satelita)
ESRS (ang. Environmental Sciences Research Satellite) – niedoszły amerykański satelita badawczy, który miał służyć do badań ziemskiej magnetosfery.
Ważący 79,2 kg statek został zniszczony w eksplozji 2. członu (Castor 1) rakiety nośnej Scout X-4 podczas startu 25 czerwca 1964 roku, o godzinie 01:40:24 GMT, który miał miejsce z kosmodromu Point Arguello.
Inne oznaczenia: AFCRL B, ENSAT.
Oznaczenia w katalogach COSPAR/SATCAT: 1964-F08/F00304.